# Soroll gris

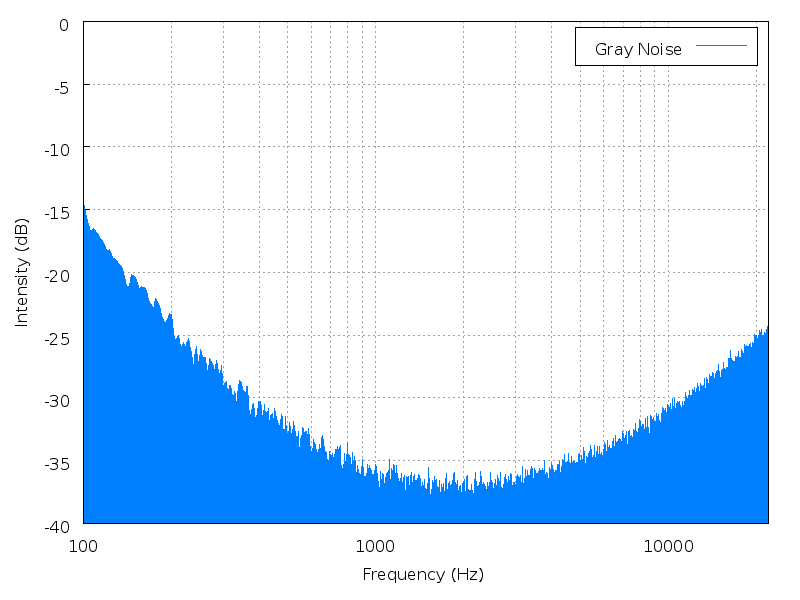
PSD del soroll gris.

El soroll gris té una PSD (densitat espectral de potència) que és la corba de ponderació sonomètrica. Aquesta corba correspon a la potència física que hauria de tenir cada freqüència perquè totes fossin percebudes amb la mateixa intensitat aparent (mateix volum) per l'oïda humana. Per exemple, si tenim dos tons (dues ones acústiques) de la mateixa potència, però un de 220 Hz i un altre de 2200 Hz, el segon serà molt més «feridor» per a l'oïda, es percebrà amb una intensitat aparentment molt més gran. Des del punt de vista auditiu, el soroll gris és l'autèntic soroll blanc, ja que totes les seves freqüències són percebudes per l'oïda amb la mateixa intensitat aparent.